# Liga Europa da UEFA de 2017–18 – Fase de Grupos
A Fase de Grupos da Liga Europa da UEFA de 2017–18 é disputada entre 14 de setembro até 7 de dezembro de 2017. Um total de 48 equipes vão competir nesta fase. Os vencedores e segundos colocados de cada grupo avançaram a fase seguinte.

## Sorteio
O sorteio para a fase de grupos foi realizado em Mônaco no dia 26 de agosto de 2016.
A fase de grupos conta com 48 times distribuídos em 12 grupos de 4 times cada. Os times se enfrentam em partidas de ida e volta dentro dos seus grupos e os dois primeiros se classificam para a fase dezesseis-avos de final, onde eles se juntarão os oito terceiros classificados da fase de grupos da Liga dos Campeões da UEFA de 2016–17. As 48 equipes foram divididas em quatro potes com base no Ranking da UEFA, com a restrição que as equipes do mesmo país não podem ser tiradas uns contra os outros.
Em cada grupo, as equipes jogam entre si em duelos em casa e fora. As partidas estão marcadas para: 14 de setembro, 28 de setembro, 19 de outubro, 2 de novembro, 23 de novembro, e 7 de dezembro de 2017.
| Pote 1            | Coef.   |
| ----------------- | ------- |
| Arsenal           | 105.192 |
| Zenit             | 87.106  |
| Lyon              | 68.833  |
| Dynamo Kyiv       | 67.526  |
| Villarreal        | 64.999  |
| Athletic Bilbao   | 60.999  |
| Lazio             | 56.666  |
| Milan             | 47.666  |
| Viktoria Plzeň    | 40.635  |
| Red Bull Salzburg | 40.570  |
| Copenhague        | 37.800  |
| Braga             | 37.366  |

| Pote 2                 | Coef.  |
| ---------------------- | ------ |
| Steaua București       | 35.370 |
| Ludogorets             | 34.175 |
| BATE Borisov           | 29.475 |
| Everton                | 29.192 |
| Young Boys             | 28.915 |
| Olympique de Marseille | 28.333 |
| Real Sociedad          | 27.499 |
| Maccabi Tel Aviv       | 23.375 |
| Lokomotiv Moscou       | 20.606 |
| Austria Wien           | 17.070 |
| Hertha Berlim          | 16.899 |
| Nice                   | 16.833 |

| Pote 3               | Coef.  |
| -------------------- | ------ |
| Astana               | 16.800 |
| Partizan             | 16.075 |
| Hoffenheim           | 15.899 |
| Colônia              | 15.899 |
| Rijeka               | 15.550 |
| Vitória de Guimarães | 14.866 |
| Atalanta             | 14.666 |
| Zulte Waregem        | 14.480 |
| Zorya Luhansk        | 13.526 |
| Rosenborg            | 12.665 |
| Sheriff Tiraspol     | 11.150 |
| Hapoel Be'er Sheva   | 10.875 |

| Pote 4              | Coef.  |
| ------------------- | ------ |
| Apollon Limassol    | 10.710 |
| İstanbul Başakşehir | 10.340 |
| Konyaspor           | 9.840  |
| Vitesse             | 9.212  |
| Slavia Praga        | 8.135  |
| Estrela Vermelha    | 7.325  |
| Skënderbeu          | 6.825  |
| Fastav Zlín         | 6.635  |
| AEK Atenas          | 6.580  |
| Lugano              | 6.415  |
| Vardar              | 5.125  |
| Östersunds          | 3.945  |

## Critérios de desempate
Se duas ou mais equipes terminarem iguais em pontos no final dos jogos do grupo, os seguintes critérios serão aplicados para determinar o ranking (em ordem 
decrescente):
1. maior número de pontos obtidos nos jogos entre as equipes em questão;
2. saldo de gols superior dos jogos disputados entre as equipes em questão;
3. maior número de gols marcados nos jogos disputados entre as equipes em questão;
4. maior número de gols marcados fora de casa nos jogos disputados entre as equipes em questão;
5. se, após a aplicação dos critérios de 1) a 4) para várias equipes, duas equipes ainda têm um ranking igual, os critérios de 1) a 4) serão reaplicados para

determinar o ranking destas equipes;
1. saldo de gols de todos os jogos disputados no grupo;
2. maior número de gols marcados em todos os jogos disputados no grupo;
3. maior número de pontos acumulados pelo clube em questão, bem como a sua associação, ao longo das últimas cinco temporadas.

## Grupos
Os vencedores e os segundos classificados do grupo avançam para a fase dezesseis-avos de final. Todas as partidas seguem o fuso horário da Europa Central (UTC+1).
| Legenda                                 |
| Equipes classificadas para a fase final |
| Equipes eliminadas                      |

#### Grupo A
| Pos. | Equipe           | Pts | J | V | E | D | GP | GC | SG |
| ---- | ---------------- | --- | - | - | - | - | -- | -- | -- |
| 1    | Villarreal       | 11  | 6 | 3 | 2 | 1 | 10 | 6  | 4  |
| 2    | Astana           | 10  | 6 | 3 | 1 | 2 | 10 | 7  | 3  |
| 3    | Slavia Praha     | 8   | 6 | 2 | 2 | 2 | 6  | 6  | 0  |
| 4    | Maccabi Tel Aviv | 4   | 6 | 1 | 1 | 4 | 1  | 8  | -7 |

|                  | AST | MTA | SLA | VIL |
| ---------------- | --- | --- | --- | --- |
| Astana           |     | 4–0 | 1–1 | 2–3 |
| Maccabi Tel Aviv | 0–1 |     | 0–2 | 0–0 |
| Slavia Praha     | 0–1 | 1–0 |     | 0–2 |
| Villarreal       | 3-1 | 0–1 | 2–2 |     |

| 14 de setembro de 2017 | Villarreal                                | 3 – 1     | Astana         | Estádio de La Cerámica, Villarreal            |
| 19:00                  | Sansone 16' · Bakambu 75' · Cheryshev 77' | Relatório | Logvinenko 68' | Público: 14 670 Árbitro: SRB Srdjan Jovanović |

| Villarreal | Astana |

| 14 de setembro de 2017 | Slavia Praha | 1 – 0     | Maccabi Tel Aviv | Eden Arena, Praga                                 |
| 19:00                  | Necid 12'    | Relatório |                  | Público: 13 035 Árbitro: AUT Robert Schörgenhofer |

| Slavia Praga | Maccabi |

| 28 de setembro de 2017 | Astana      | 1 – 1     | Slavia Praha       | Astana Arena, Astana                        |
| 12:00                  | Tomasov 42' | Relatório | Ngadeu-Ngadjui 18' | Público: 17 215 Árbitro: SWE Andreas Ekberg |

| Astana | Slavia Praga |

| 28 de setembro de 2017 | Maccabi Tel Aviv | 0 – 0     | Villarreal | Netanya Stadium, Netanya                  |
| 16:05                  |                  | Relatório |            | Público: 11 865 Árbitro: ENG Craig Pawson |

| Maccabi | Villarreal |

| 19 de outubro de 2017 | Astana                                      | 4 – 0     | Maccabi Tel Aviv | Astana Arena, Astana                      |
| 13:00                 | Twumasi 33' (pen), 42' · Kabananga 47', 52' | Relatório |                  | Público: 10 350 Árbitro: UKR Serhiy Boiko |

| Astana | Maccabi |

| 19 de outubro de 2017 | Villarreal                | 2 – 2     | Slavia Praha          | Estádio de La Cerámica, Villarreal             |
| 17:05                 | Trigueros 41' · Bacca 44' | Relatório | Necid 18' · Danny 30' | Público: 15 634 Árbitro: NOR Svein Oddvar Moen |

| Villarreal | Slavia Praga |

| 02 de novembro de 2017 | Slavia Praha | 0 – 2     | Villarreal                  | Eden Arena, Praga                         |
| 16:00                  |              | Relatório | Bacca 15' · Deli 89' (g.c.) | Público: 18 403 Árbitro: SCO Bobby Madden |

| Slavia Praga | Villarreal |

| 02 de novembro de 2017 | Maccabi Tel Aviv | 0 – 1     | Astana      | Netanya Stadium, Netanya                     |
| 16:00                  |                  | Relatório | Twumasi 57' | Público: 7 934 Árbitro: POL Paweł Raczkowski |

| Maccabi | Astana |

| 23 de novembro de 2017 | Astana                      | 2 - 3     | Villarreal                  | Astana Arena, Astana                           |
| 14:00                  | Kabananga 22' · Twumasi 88' | Relatório | Raba 39' · Bakambu 65', 83' | Público: 29 800 Árbitro: LTU Gediminas Mažeika |

| Astana | Villarreal |

| 23 de novembro de 2017 | Maccabi Tel Aviv | 0 – 2     | Slavia Praha        | Netanya Stadium, Netanya                  |
| 18:05                  |                  | Relatório | Hušbauer 45+1', 54' | Público: 6 874 Árbitro: ROU István Kovács |

| Maccabi | Slavia Praga |

| 07 de dezembro de 2017 | Slavia Praha | 0 – 1     | Astana     | Eden Arena, Praga                         |
| 16:00                  |              | Relatório | Aničić 38' | Público: 14 198 Árbitro: ITA Davide Massa |

| Slavia Praga | Astana |

| 07 de dezembro de 2017 | Villarreal | 0 – 1     | Maccabi Tel Aviv | Estádio de La Cerámica, Villarreal                         |
| 16:00                  |            | Relatório | Blackman 60'     | Público: 12 613 Árbitro: DEN Mads-Kristoffer Kristoffersen |

| Villarreal | Maccabi |

#### Grupo B
| Pos. | Equipe         | Pts | J | V | E | D | GP | GC | SG |
| ---- | -------------- | --- | - | - | - | - | -- | -- | -- |
| 1    | Dínamo de Kiev | 13  | 6 | 4 | 1 | 1 | 15 | 9  | +6 |
| 2    | Partizan       | 8   | 6 | 2 | 2 | 2 | 8  | 9  | –1 |
| 3    | Young Boys     | 6   | 6 | 1 | 3 | 2 | 7  | 8  | –1 |
| 4    | Skënderbeu     | 5   | 6 | 1 | 2 | 3 | 6  | 10 | –4 |

|                | DKV | SKE | PAR | YB  |
| -------------- | --- | --- | --- | --- |
| Dínamo de Kiev |     | 3–1 | 4–1 | 2–2 |
| Skënderbeu     | 3–2 |     | 0–0 | 1–1 |
| Partizan       | 2–3 | 2–0 |     | 2–1 |
| Young Boys     | 0–1 | 2–1 | 1–1 |     |

| 14 de setembro de 2017 | Young Boys    | 1 – 1     | Partizan     | Stade de Suisse, Berna                     |
| 19:00                  | Fassnacht 14' | Relatório | Janković 11' | Público: 13 004 Árbitro: ROU István Kovács |

| Young Boys | Partizan |

| 14 de setembro de 2017 | Dínamo de Kiev                                        | 3 – 1     | Skënderbeu | Estádio Olímpico de Kiev, Kiev              |
| 19:00                  | Sydorchuk 47' · Júnior Moraes 49' · Mbokani 65' (pen) | Relatório | Muzaka 39' | Público: 24 893 Árbitro: BEL Bart Vertenten |

| Dínamo K. | Skënderbeu |

| 28 de setembro de 2017 | Skënderbeu | 1 – 1     | Young Boys | Elbasan Arena, Elbasani                |
| 16:05                  | Sowe 65'   | Relatório | Assalé 72' | Público: 3 300 Árbitro: NED Kevin Blom |

| Skënderbeu | Young Boys |

| 28 de setembro de 2017 | Partizan                   | 2 – 3     | Dínamo de Kiev                               | Estádio Partizan, Belgrado                |
| 16:05                  | Ožegović 34' · Tawamba 42' | Relatório | Júnior Moraes 54' (pen), 84' · Buyalskyi 68' | Público: 0 Árbitro: NOR Svein Oddvar Moen |

| Partizan | Dínamo K. |

| 19 de outubro de 2017 | Dínamo de Kiev             | 2 – 2     | Young Boys      | Estádio Olímpico de Kiev, Kiev                  |
| 17:05                 | Mbokani 34' · Morozyuk 49' | Relatório | Assalé 17', 40' | Público: 21 789 Árbitro: FIN Mattias Gestranius |

| Dínamo K. | Young Boys |

| 19 de outubro de 2017 | Skënderbeu | 0 – 0     | Partizan | Elbasan Arena, Elbasani                      |
| 17:05                 |            | Relatório |          | Público: 6 300 Árbitro: POL Daniel Stefanski |

| Skënderbeu | Partizan |

| 02 de novembro de 2017 | Young Boys | 0 – 1     | Dínamo de Kiev | Stade de Suisse, Berna                    |
| 16:00                  |            | Relatório | Buyalskyi 70'  | Público: 10 077 Árbitro: FRA Tony Chapron |

| Young Boys | Dínamo K. |

| 02 de novembro de 2017 | Partizan                | 2 – 0     | Skënderbeu | Estádio Partizan, Belgrado                    |
| 16:00                  | Tošić 39' · Tawamba 66' | Relatório |            | Público: 12 659 Árbitro: ESP Carlos Del Cerro |

| Partizan | Skënderbeu |

| 23 de novembro de 2017 | Partizan                   | 2 – 1     | Young Boys   | Estádio Partizan, Belgrado                |
| 18:05                  | Tawamba 12' · Ožegović 53' | Relatório | Ngamaleu 25' | Público: 20 568 Árbitro: HUN Tamás Bognar |

| Partizan | Young Boys |

| 23 de novembro de 2017 | Skënderbeu                         | 3 – 2     | Dínamo de Kiev              | Elbasan Arena, Elbasani                  |
| 18:05                  | Lilaj 18' · Adeniyi 52' · Sowe 56' | Relatório | Tsyhankov 16' · Rusyn 90+1' | Público: 100 Árbitro: AUT Oliver Drachta |

| Skënderbeu | Dínamo K. |

| 07 de dezembro de 2017 | Young Boys                | 2 – 1     | Skënderbeu  | Stade de Suisse, Berna                |
| 16:00                  | Hoarau 55' · Assalé 90+5' | Relatório | Gavazaj 51' | Público: 8 209 Árbitro: WAL Lee Evans |

| Young Boys | Skënderbeu |

| 07 de dezembro de 2017 | Dínamo de Kiev                                  | 4 – 1     | Partizan             | Estádio Olímpico de Kiev, Kiev         |
| 16:00                  | Morozyuk 6' · Júnior Moraes 28', 31', 77' (pen) | Relatório | Jevtović 45+4' (pen) | Público: 14 678 Árbitro: POL Pawel Gil |

| Dínamo K. | Partizan |

#### Grupo C
| Pos. | Equipe              | Pts | J | V | E | D | GP | GC | SG |
| ---- | ------------------- | --- | - | - | - | - | -- | -- | -- |
| 1    | Braga               | 10  | 6 | 3 | 1 | 2 | 9  | 8  | 1  |
| 2    | Ludogorets          | 9   | 6 | 2 | 3 | 1 | 7  | 5  | 2  |
| 3    | İstanbul Başakşehir | 8   | 6 | 2 | 2 | 2 | 7  | 8  | –1 |
| 4    | Hoffenheim          | 5   | 6 | 1 | 2 | 3 | 8  | 10 | –2 |

|                     | BRA | HOF | IBS | LUD |
| ------------------- | --- | --- | --- | --- |
| Braga               |     | 3–1 | 2–1 | 0–2 |
| Hoffenheim          | 1–2 |     | 3–1 | 1–1 |
| İstanbul Başakşehir | 2–1 | 1–1 |     | 0–0 |
| Ludogorets          | 1–1 | 2–1 | 1–2 |     |

| 14 de setembro de 2017 | İstanbul Başakşehir | 0 – 0     | Ludogorets | Başakşehir Fatih Terim Stadium, Istambul       |
| 19:00                  |                     | Relatório |            | Público: 6 804 Árbitro: SWE Stefan Johannesson |

| İstanbul | Ludogorets |

| 14 de setembro de 2017 | Hoffenheim | 1 – 2     | Braga                               | Rhein-Neckar-Arena, Sinsheim              |
| 19:00                  | Wagner 24' | Relatório | João Carlos 45+1' · Dyego Sousa 50' | Público: 15 714 Árbitro: SCO Bobby Madden |

| Hoffenheim | Braga |

| 28 de setembro de 2017 | Braga                            | 2 – 1     | İstanbul Başakşehir | Estádio Municipal de Braga, Braga      |
| 16:05                  | Ahmed Hassan 26' · Fansérgio 89' | Relatório | Emre Belözoğlu 28'  | Público: 10 376 Árbitro: SVN Matej Jug |

| Braga | İstanbul |

| 28 de setembro de 2017 | Ludogorets              | 2 – 1     | Hoffenheim   | Ludogorets Arena, Razgrad                    |
| 16:05                  | Dyakov 46' · Lukoki 72' | Relatório | Kadeřábek 2' | Público: 6 155 Árbitro: POL Paweł Raczkowski |

| Ludogorets | Hoffenheim |

| 19 de outubro de 2017 | Hoffenheim                          | 3 – 1     | İstanbul Başakşehir | Rhein-Neckar-Arena, Sinsheim               |
| 17:05                 | Hübner 52' · Amiri 59' · Schulz 75' | Relatório | Napoleoni 90+3'     | Público: 21 167 Árbitro: RUS Aleksei Eskov |

| Hoffenheim | İstanbul |

| 19 de outubro de 2017 | Braga | 0 – 2     | Ludogorets                       | Estádio Municipal de Braga, Braga        |
| 17:05                 |       | Relatório | Moţi 25' · Raúl Silva 56' (g.c.) | Público: 8 623 Árbitro: ITA Davide Massa |

| Braga | Ludogorets |

| 02 de novembro de 2017 | İstanbul Başakşehir | 1 – 1     | Hoffenheim     | Başakşehir Fatih Terim Stadium, Istambul   |
| 16:00                  | Višća 90+3'         | Relatório | Grillitsch 47' | Público: 5 214 Árbitro: AUT Harald Lechner |

| İstanbul | Hoffenheim |

| 02 de novembro de 2017 | Ludogorets     | 1 – 1     | Braga          | Ludogorets Arena, Razgrad                        |
| 16:00                  | Marcelinho 68' | Relatório | Fransérgio 83' | Público: 7 544 Árbitro: RUS Vladislav Bezborodov |

| Ludogorets | Braga |

| 23 de novembro de 2017 | Ludogorets     | 1 – 2     | İstanbul Başakşehir  | Ludogorets Arena, Razgrad                    |
| 18:05                  | Marcelinho 65' | Relatório | Višća 20' · Frei 27' | Público: 7 520 Árbitro: CZE Miroslav Zelinka |

| Ludogorets | İstanbul |

| 23 de novembro de 2017 | Braga                                     | 3 – 1     | Hoffenheim | Estádio Municipal de Braga, Braga           |
| 18:05                  | Marcelo Goiano 1' · Fransérgio 81', 90+3' | Relatório | Uth 74'    | Público: 10 054 Árbitro: ENG Andre Marriner |

| Braga | Hoffenheim |

| 07 de dezembro de 2017 | İstanbul Başakşehir                  | 2 – 1     | Braga          | Başakşehir Fatih Terim Stadium, Istambul |
| 16:00                  | Višća 10' · Emre Belözoğlu 77' (pen) | Relatório | Raúl Silva 55' | Público: 5 241 Árbitro: SCO John Beaton  |

| İstanbul | Braga |

| 07 de dezembro de 2017 | Hoffenheim | 1 – 1     | Ludogorets    | Rhein-Neckar-Arena, Sinsheim              |
| 16:00                  | Ochs 25'   | Relatório | Wanderson 62' | Público: 7 814 Árbitro: ISR Orel Grinfeld |

| Hoffenheim | Ludogorets |

#### Grupo D
| Pos. | Equipe       | Pts | J | V | E | D | GP | GC | SG |
| ---- | ------------ | --- | - | - | - | - | -- | -- | -- |
| 1    | Milan        | 11  | 6 | 3 | 2 | 1 | 13 | 6  | 7  |
| 2    | AEK Atenas   | 8   | 6 | 1 | 5 | 0 | 6  | 5  | 1  |
| 3    | Rijeka       | 7   | 6 | 2 | 1 | 3 | 11 | 12 | –1 |
| 4    | Austria Wien | 5   | 6 | 1 | 2 | 3 | 9  | 16 | –7 |

|              | AEK | AW  | MIL | RJK |
| ------------ | --- | --- | --- | --- |
| AEK Atenas   |     | 2–2 | 0–0 | 2–2 |
| Austria Wien | 0–0 |     | 1–5 | 1–3 |
| Milan        | 0–0 | 5–1 |     | 3–2 |
| Rijeka       | 1–2 | 1–4 | 2–0 |     |

| 14 de setembro de 2017 | Rijeka   | 1 – 2     | AEK Atenas                            | Stadion Rujevica, Rijeka                |
| 19:00                  | Elez 29' | Relatório | Mantalos 16' · Christodoulopoulos 62' | Público: 5 932 Árbitro: SCO John Beaton |

| Rijeka | AEK Atenas |

| 14 de setembro de 2017 | Austria Wien | 1 – 5     | Milan                                                      | Ernst-Happel-Stadion, Viena                   |
| 19:00                  | Borković 47' | Relatório | Hakan Çalhanoğlu 7' · André Silva 10', 20', 56' · Suso 63' | Público: 31 409 Árbitro: NED Serdar Gözübüyük |

| Austria Wien | Milan |

| 28 de setembro de 2017 | Milan                                           | 3 – 2     | Rijeka                      | San Siro, Milão                            |
| 16:05                  | André Silva 14' · Musacchio 53' · Cutrone 90+4' | Relatório | Acosty 84' · Elez 90' (pen) | Público: 23 917 Árbitro: ISR Orel Grinfeld |

| Milan | Rijeka |

| 28 de setembro de 2017 | AEK Atenas      | 2 – 2     | Austria Wien                       | Estádio Olímpico de Atenas, Atenas     |
| 16:05                  | Livaja 28', 90' | Relatório | Monschein 43' · Tajouri-Shradi 49' | Público: 16 954 Árbitro: POL Pawel Gil |

| AEK Atenas | Austria Wien |

| 19 de outubro de 2017 | Austria Wien       | 1 – 3     | Rijeka                             | Ernst-Happel-Stadion, Viena                 |
| 17:05                 | Friesenbichler 90' | Relatório | Gavranović 21', 31' · Kvržić 90+2' | Público: 20 690 Árbitro: SUI Sandro Schärer |

| Austria Wien | Rijeka |

| 19 de outubro de 2017 | Milan | 0 – 0     | AEK Atenas | San Siro, Milão                             |
| 17:05                 |       | Relatório |            | Público: 20 812 Árbitro: SWE Andreas Ekberg |

| Milan | AEK Atenas |

| 02 de novembro de 2017 | Rijeka      | 1 – 4     | Austria Wien                                  | Stadion Rujevica, Rijeka                 |
| 16:00                  | Pavičić 61' | Relatório | Prokop 41', 62' · Serbest 73' · Monschein 83' | Público: 7 912 Árbitro: DEN Jakob Kehlet |

| Rijeka | Austria Wien |

| 02 de novembro de 2017 | AEK Atenas | 0 – 0     | Milan | Estádio Olímpico de Atenas, Atenas           |
| 16:00                  |            | Relatório |       | Público: 40 538 Árbitro: POR Manuel De Sousa |

| AEK Atenas | Milan |

| 23 de novembro de 2017 | AEK Atenas                            | 2 – 2     | Rijeka         | Estádio Olímpico de Atenas, Atenas              |
| 18:05                  | Araujo 45+2' · Christodoulopoulos 55' | Relatório | Gorgon 8', 26' | Público: 17 100 Árbitro: FIN Mattias Gestranius |

| AEK Atenas | Rijeka |

| 23 de novembro de 2017 | Milan                                                     | 5 – 1     | Austria Wien  | San Siro, Milão                               |
| 18:05                  | Rodríguez 27' · André Silva 36', 70' · Cutrone 42', 90+3' | Relatório | Monschein 21' | Público: 17 932 Árbitro: LVA Andris Treimanis |

| Milan | Austria Wien |

| 07 de dezembro de 2017 | Rijeka                     | 2 – 0     | Milan | Stadion Rujevica, Rijeka               |
| 16:00                  | Puljić 7' · Gavranović 47' | Relatório |       | Público: 8 021 Árbitro: HUN István Vad |

| Rijeka | Milan |

| 07 de dezembro de 2017 | Austria Wien | 0 – 0     | AEK Atenas | Ernst-Happel-Stadion, Viena               |
| 16:00                  |              | Relatório |            | Público: 23 133 Árbitro: ENG Craig Pawson |

| Austria Wien | AEK Atenas |

#### Grupo E
| Pos. | Equipe           | Pts | J | V | E | D | GP | GC | SG |
| ---- | ---------------- | --- | - | - | - | - | -- | -- | -- |
| 1    | Atalanta         | 14  | 6 | 4 | 2 | 0 | 14 | 4  | 10 |
| 2    | Lyon             | 11  | 6 | 3 | 2 | 1 | 11 | 4  | 7  |
| 3    | Everton          | 4   | 6 | 1 | 1 | 4 | 7  | 15 | –8 |
| 4    | Apollon Limassol | 3   | 6 | 0 | 3 | 3 | 5  | 14 | –9 |

|                  | APL | ATA | EVE | LYO |
| ---------------- | --- | --- | --- | --- |
| Apollon Limassol |     | 1–1 | 0–3 | 1–1 |
| Atalanta         | 3–1 |     | 3–0 | 1–0 |
| Everton          | 2–2 | 1–5 |     | 1–2 |
| Lyon             | 4–0 | 1–1 | 3–0 |     |

| 14 de setembro de 2017 | Apollon Limassol | 1 – 1     | Lyon            | Estádio GSP, Nicósia                         |
| 19:00                  | Elez 90+3'       | Relatório | Depay 53' (pen) | Público: 5 134 Árbitro: CZE Miroslav Zelinka |

| Apollon | Lyon |

| 14 de setembro de 2017 | Atalanta                                 | 3 – 0     | Everton | Mapei Stadium – Città del Tricolore, Régio da Emília |
| 19:00                  | Masiello 27' · Gómez 41' · Cristante 44' | Relatório |         | Público: 14 490 Árbitro: RUS Vladislav Bezborodov    |

| Atalanta | Everton |

| 28 de setembro de 2017 | Everton                 | 2 – 2     | Apollon Limassol                 | Goodison Park, Liverpool                  |
| 16:05                  | Rooney 21' · Vlašić 66' | Relatório | Adrián Sardinero 12' · Yuste 88' | Público: 27 034 Árbitro: HUN Tamás Bognar |

| Everton | Apollon |

| 28 de setembro de 2017 | Lyon       | 1 – 1     | Atalanta  | Parc Olympique Lyonnais, Décines-Charpieu   |
| 16:05                  | Traoré 45' | Relatório | Gómez 57' | Público: 27 715 Árbitro: GER Daniel Siebert |

| Lyon | Atalanta |

| 19 de outubro de 2017 | Atalanta                               | 3 – 1     | Apollon Limassol | Mapei Stadium – Città del Tricolore, Régio da Emília |
| 17:05                 | Iličić 12' · Petagna 64' · Freuler 66' | Relatório | Schembri 59'     | Público: 13 803 Árbitro: BUL Georgi Kabakov          |

| Atalanta | Apollon |

| 19 de outubro de 2017 | Everton      | 1 – 2     | Lyon                        | Goodison Park, Liverpool                 |
| 17:05                 | Williams 69' | Relatório | Fekir 6' (pen) · Traoré 75' | Público: 27 159 Árbitro: NED Bas Nijhuis |

| Everton | Lyon |

| 02 de novembro de 2017 | Apollon Limassol | 1 – 1     | Atalanta         | Estádio GSP, Nicósia                         |
| 16:00                  | Zelaya 90+4'     | Relatório | Iličić 35' (pen) | Público: 5 658 Árbitro: LVA Andris Treimanis |

| Apollon | Atalanta |

| 02 de novembro de 2017 | Lyon                               | 3 – 0     | Everton | Parc Olympique Lyonnais, Décines-Charpieu  |
| 16:00                  | Traoré 68' · Aouar 76' · Depay 88' | Relatório |         | Público: 48 103 Árbitro: ISR Orel Grinfeld |

| Lyon | Everton |

| 23 de novembro de 2017 | Lyon                                                 | 4 – 0     | Apollon Limassol | Parc Olympique Lyonnais, Décines-Charpieu     |
| 18:05                  | Diakhaby 29' · Fekir 32' · Mariano 67' · Maolida 90' | Relatório |                  | Público: 26 972 Árbitro: POL Paweł Raczkowski |

| Lyon | Apollon |

| 23 de novembro de 2017 | Everton     | 1 – 5     | Atalanta                                               | Goodison Park, Liverpool                  |
| 18:05                  | Ramírez 71' | Relatório | Cristante 12', 64' · Gosens 86' · Cornelius 88', 90+4' | Público: 17 431 Árbitro: DEN Jakob Kehlet |

| Everton | Atalanta |

| 07 de dezembro de 2017 | Apollon Limassol | 0 – 3     | Everton                       | Estádio GSP, Nicósia |
| 16:00                  |                  | Relatório | Lookman 21', 28' · Vlasic 87' | Público: 4 237       |

| Apollon | Everton |

| 07 de dezembro de 2017 | Atalanta    | 1 – 0     | Lyon | Mapei Stadium – Città del Tricolore, Régio da Emília |
| 16:00                  | Petagna 10' | Relatório |      | Público: 13 925                                      |

| Atalanta | Lyon |

#### Grupo F
| Pos. | Equipe           | Pts | J | V | E | D | GP | GC | SG |
| ---- | ---------------- | --- | - | - | - | - | -- | -- | -- |
| 1    | Lokomotiv Moscou | 11  | 6 | 3 | 2 | 1 | 9  | 4  | 5  |
| 2    | København        | 9   | 6 | 2 | 3 | 1 | 7  | 3  | 4  |
| 3    | Sheriff Tiraspol | 9   | 6 | 2 | 3 | 1 | 4  | 4  | 0  |
| 4    | Fastav Zlín      | 2   | 6 | 0 | 2 | 4 | 1  | 10 | –9 |

|                  | KØB | LOM | SHE | ZLI |
| ---------------- | --- | --- | --- | --- |
| København        |     | 0–0 | 2–0 | 3–0 |
| Lokomotiv Moscou | 2–1 |     | 1–2 | 3–0 |
| Sheriff Tiraspol | 0–0 | 1–1 |     | 1–0 |
| Fastav Zlín      | 1–1 | 0–2 | 0–0 |     |

| 14 de setembro de 2017 | København | 0 – 0     | Lokomotiv Moscou | Estádio Parken, Copenhague                 |
| 19:00                  |           | Relatório |                  | Público: 17 285 Árbitro: TUR Hüseyin Göçek |

| Copenhague | Lokomotiv M. |

| 14 de setembro de 2017 | Fastav Zlín | 0 – 0     | Sheriff Tiraspol | Andrův stadion, Olomouc                   |
| 19:00                  |             | Relatório |                  | Público: 4 499 Árbitro: SCO Andrew Dallas |

| Fastav Zlín | Sheriff |

| 28 de setembro de 2017 | Sheriff Tiraspol | 0 – 0     | København | Sheriff Stadium, Tiraspol                  |
| 16:05                  |                  | Relatório |           | Público: 5 070 Árbitro: MLT Clayton Pisani |

| Sheriff | Copenhague |

| 28 de setembro de 2017 | Lokomotiv Moscou                   | 3 – 0     | Fastav Zlín | Estádio Lokomotiv, Moscou              |
| 16:05                  | Manuel Fernandes 2' (pen), 6', 17' | Relatório |             | Público: 10 065 Árbitro: WAL Lee Evans |

| Lokomotiv M. | Fastav Zlín |

| 19 de outubro de 2017 | Fastav Zlín | 1 – 1     | København    | Andrův stadion, Olomouc                    |
| 17:05                 | Diop 11'    | Relatório | Ankersen 19' | Público: 6 245 Árbitro: AUT Oliver Drachta |

| Fastav Zlín | Copenhague |

| 19 de outubro de 2017 | Sheriff Tiraspol | 1 – 1     | Lokomotiv Moscou    | Sheriff Stadium, Tiraspol               |
| 17:05                 | Badibanga 31'    | Relatório | Anton Miranchuk 17' | Público: 10 500 Árbitro: HUN István Vad |

| Sheriff | Lokomotiv M. |

| 02 de novembro de 2017 | København                       | 3 – 0     | Fastav Zlín | Estádio Parken, Copenhague    |
| 16:00                  | Lüftner 40' · Verbič 49', 90+2' | Relatório |             | Árbitro: MNE Nikola Dabanović |

| Copenhague | Fastav Zlín |

| 02 de novembro de 2017 | Lokomotiv Moscou | 1 – 2     | Sheriff Tiraspol             | Estádio Lokomotiv, Moscou                         |
| 16:00                  | Farfán 26'       | Relatório | Badibanga 41' · Brezovec 58' | Público: 10 118 Árbitro: BEL Sébastien Delferiere |

| Lokomotiv M. | Sheriff |

| 23 de novembro de 2017 | Lokomotiv Moscou | 2 – 1     | København  | Estádio Lokomotiv, Moscou                   |
| 16:00                  | Farfán 17', 51'  | Relatório | Verbič 31' | Público: 10 696 Árbitro: ESP Javier Estrada |

| Lokomotiv M. | Copenhague |

| 23 de novembro de 2017 | Sheriff Tiraspol | 1 – 0     | Fastav Zlín | Sheriff Stadium, Tiraspol                     |
| 18:05                  | Jairo 11'        | Relatório |             | Público: 5 485 Árbitro: NOR Ola Hobber Nilsen |

| Sheriff | Fastav Zlín |

| 07 de dezembro de 2017 | København                  | 2 – 0     | Sheriff Tiraspol | Estádio Parken, Copenhague                    |
| 16:00                  | Sotiriou 56' · Lüftner 59' | Relatório |                  | Público: 14 246 Árbitro: NED Serdar Gözübüyük |

| Copenhague | Sheriff |

| 07 de dezembro de 2017 | Fastav Zlín | 0 – 2     | Lokomotiv Moscou                    | Andrův stadion, Olomouc                   |
| 16:00                  |             | Relatório | Aleksei Mirantchuk 70' · Farfán 75' | Público: 4 682 Árbitro: TUR Mete Kalkavan |

| Fastav Zlín | Lokomotiv M. |

#### Grupo G
| Pos. | Equipe             | Pts | J | V | E | D | GP | GC | SG |
| ---- | ------------------ | --- | - | - | - | - | -- | -- | -- |
| 1    | Viktoria Plzeň     | 12  | 6 | 4 | 0 | 2 | 13 | 8  | 5  |
| 2    | Steaua Bucareste   | 10  | 6 | 3 | 1 | 2 | 9  | 7  | 2  |
| 3    | Lugano             | 9   | 6 | 3 | 0 | 3 | 9  | 11 | –2 |
| 4    | Hapoel Be'er Sheva | 4   | 6 | 1 | 1 | 4 | 5  | 10 | –5 |

|                    | HBS | LUG | STB | PLZ |
| ------------------ | --- | --- | --- | --- |
| Hapoel Be'er Sheva |     | 2–1 | 1–2 | 0–2 |
| Lugano             | 1–0 |     | 1–2 | 3–2 |
| Steaua Bucareste   | 1–1 | 1–2 |     | 3–0 |
| Viktoria Plzeň     | 3–1 | 4–1 | 2–0 |     |

| 14 de setembro de 2017 | Steaua Bucareste                    | 3 – 0     | Viktoria Plzeň | Arena Națională, Bucareste                    |
| 19:00                  | Budescu 21' (pen), 44' · Alibec 72' | Relatório |                | Público: 20 714 Árbitro: LVA Andris Treimanis |

| FCSB | Viktoria Plzen |

| 14 de setembro de 2017 | Hapoel Be'er Sheva              | 2 – 1     | Lugano            | Turner Stadium, Bersebá                   |
| 19:00                  | Einbinder 2' · Tzedek 60' (pen) | Relatório | Tzedek 67' (g.c.) | Público: 14 752 Árbitro: FRA Tony Chapron |

| Hapoel BS | Lugano |

| 28 de setembro de 2017 | Lugano      | 1 – 2     | Steaua Bucareste                | Swissporarena, Lucerna                   |
| 14:00                  | Bottani 14' | Relatório | Budescu 58' · Júnior Morais 64' | Público: 2 680 Árbitro: UKR Serhiy Boiko |

| Lugano | FCSB |

| 28 de setembro de 2017 | Viktoria Plzeň                       | 3 – 1     | Hapoel Be'er Sheva | Doosan Arena, Plzeň                     |
| 14:00                  | Petržela 29' · Kopic 76' · Bakoš 89' | Relatório | Nwakaeme 69'       | Público: 10 314 Árbitro: HUN István Vad |

| Viktoria Plzen | Hapoel BS |

| 19 de outubro de 2017 | Hapoel Be'er Sheva | 1 – 2     | Steaua Bucareste | Turner Stadium, Bersebá                 |
| 15:00                 | Cuenca 87'         | Relatório | Gnohéré 70', 75' | Público: 15 117 Árbitro: NED Kevin Blom |

| Hapoel BS | FCSB |

| 19 de outubro de 2017 | Lugano                                          | 3 – 2     | Viktoria Plzeň           | Swissporarena, Lucerna                       |
| 15:00                 | Bottani 63' · Carlinhos Júnior 69' · Gerndt 88' | Relatório | Krmenčík 76' · Bakoš 90' | Público: 2 530 Árbitro: SRB Srdjan Jovanović |

| Lugano | Viktoria Plzen |

| 02 de novembro de 2017 | Steaua Bucareste | 1 – 1     | Hapoel Be'er Sheva | Arena Națională, Bucareste                 |
| 18:05                  | Coman 31'        | Relatório | Sahar 37'          | Público: 27 134 Árbitro: TUR Halis Özkahya |

| FCSB | Hapoel BS |

| 02 de novembro de 2017 | Viktoria Plzeň                             | 4 – 1     | Lugano      | Doosan Arena, Plzeň                         |
| 18:05                  | Krmenčík 4', 19' · Hořava 45' · Čermák 56' | Relatório | Mariani 15' | Público: 9 483 Árbitro: BEL Jonathan Lardot |

| Viktoria Plzen | Lugano |

| 23 de novembro de 2017 | Viktoria Plzeň           | 2 – 0     | Steaua Bucareste | Doosan Arena, Plzeň                     |
| 16:00                  | Petržela 49' · Kopic 76' | Relatório |                  | Público: 10 197 Árbitro: CRO Ivan Bebek |

| Viktoria Plzen | FCSB |

| 23 de novembro de 2017 | Lugano               | 1 – 0     | Hapoel Be'er Sheva | Swissporarena, Lucerna                     |
| 16:00                  | Carlinhos Júnior 50' | Relatório |                    | Público: 3 011 Árbitro: AUT Harald Lechner |

| Lugano | Hapoel BS |

| 07 de dezembro de 2017 | Steaua Bucareste | 1 – 2     | Lugano                  | Arena Națională, Bucareste                    |
| 18:05                  | Gnohéré 60'      | Relatório | Daprelà 3' · Vécsei 32' | Público: 13 231 Árbitro: MNE Nikola Dabanović |

| FCSB | Lugano |

| 07 de dezembro de 2017 | Hapoel Be'er Sheva | 0 – 2     | Viktoria Plzeň         | Turner Stadium, Bersebá                         |
| 18:05                  |                    | Relatório | Hejda 28' · Hořava 83' | Público: 10 542 Árbitro: MKD Aleksandar Stavrev |

| Hapoel BS | Viktoria Plzen |

#### Grupo H
| Pos. | Equipe           | Pts | J | V | E | D | GP | GC | SG  |
| ---- | ---------------- | --- | - | - | - | - | -- | -- | --- |
| 1    | Arsenal          | 13  | 6 | 4 | 1 | 1 | 14 | 4  | 10  |
| 2    | Estrela Vermelha | 9   | 6 | 2 | 3 | 1 | 3  | 2  | 1   |
| 3    | Köln             | 6   | 6 | 2 | 0 | 4 | 7  | 8  | –1  |
| 4    | BATE Borisov     | 5   | 6 | 1 | 2 | 3 | 6  | 16 | –10 |

|                  | ARS | BAT | COL | EVB |
| ---------------- | --- | --- | --- | --- |
| Arsenal          |     | 6–0 | 3–1 | 0–0 |
| BATE Borisov     | 2–4 |     | 1–0 | 0–0 |
| Köln             | 1–0 | 5–2 |     | 0–1 |
| Estrela Vermelha | 0–1 | 1–1 | 1–0 |     |

| 14 de setembro de 2017 | Arsenal                                           | 3 – 1     | Colônia    | Emirates Stadium, Londres                   |
| 20:00                  | Kolašinac 49' · Alexis Sánchez 67' · Bellerín 82' | Relatório | Córdoba 9' | Público: 59 359 Árbitro: ESP Javier Estrada |

| Arsenal | Colônia |

| 14 de setembro de 2017 | Estrela Vermelha | 1 – 1     | BATE Borisov  | Estádio Estrela Vermelha, Belgrado             |
| 19:00                  | Radonjić 54'     | Relatório | Signevich 72' | Público: 40 284 Árbitro: UKR Yevhen Aranovskiy |

| Estrela V. | BATE Borisov |

| 28 de setembro de 2017 | BATE Borisov                | 2 – 4     | Arsenal                                          | Borisov Arena, Barysaw                        |
| 14:00                  | Ivanić 28' · Gordeichuk 67' | Relatório | Walcott 9', 22' · Holding 25' · Giroud 49' (pen) | Público: 13 100 Árbitro: POL Daniel Stefanski |

| BATE Borisov | Arsenal |

| 28 de setembro de 2017 | Colônia | 0 – 1     | Estrela Vermelha | RheinEnergieStadion, Colônia             |
| 14:00                  |         | Relatório | Boakye 30'       | Público: 45 300 Árbitro: NED Bas Nijhuis |

| Colônia | Estrela V. |

| 19 de outubro de 2017 | Estrela Vermelha | 0 – 1     | Arsenal    | Estádio Estrela Vermelha, Belgrado          |
| 15:00                 |                  | Relatório | Giroud 85' | Público: 50 327 Árbitro: FRA Benoît Bastien |

| Estrela V. | Arsenal |

| 19 de outubro de 2017 | BATE Borisov | 1 – 0     | Colônia | Borisov Arena, Barysaw                     |
| 15:00                 | Rios 55'     | Relatório |         | Público: 11 783 Árbitro: TUR Hüseyin Göçek |

| BATE Borisov | Colônia |

| 02 de novembro de 2017 | Arsenal | 0 – 0     | Estrela Vermelha | Emirates Stadium, Londres               |
| 18:05                  |         | Relatório |                  | Público: 58 285 Árbitro: ITA Luca Banti |

| Arsenal | Estrela V. |

| 02 de novembro de 2017 | Colônia                                                | 5 – 2     | BATE Borisov                  | RheinEnergieStadion, Colônia                    |
| 18:05                  | Zoller 16' · Osako 54', 82' · Guirassy 63' · Jojić 90' | Relatório | Milunović 31' · Signevich 33' | Público: 45 200 Árbitro: MKD Aleksandar Stavrev |

| Colônia | BATE Borisov |

| 23 de novembro de 2017 | Colônia            | 1 – 0     | Arsenal | RheinEnergieStadion, Colônia                      |
| 16:00                  | Guirassy 62' (pen) | Relatório |         | Público: 45 300 Árbitro: RUS Vladislav Bezborodov |

| Colônia | Arsenal |

| 23 de novembro de 2017 | BATE Borisov | 0 – 0     | Estrela Vermelha | Borisov Arena, Barysaw                         |
| 16:00                  |              | Relatório |                  | Público: 12 000 Árbitro: NOR Svein Oddvar Moen |

| BATE Borisov | Estrela V. |

| 07 de dezembro de 2017 | Arsenal                                                                                        | 6 – 0     | BATE Borisov | Emirates Stadium, Londres                         |
| 18:05                  | Debuchy 11' · Walcott 37' · Wilshere 43' · Polyakov 51' (g.c.) · Giroud 64' (pen) · Elneny 74' | Relatório |              | Público: 25 909 Árbitro: AUT Robert Schörgenhofer |

| Arsenal | BATE Borisov |

| 07 de dezembro de 2017 | Estrela Vermelha | 1 – 0     | Colônia | Estádio Estrela Vermelha, Belgrado        |
| 18:05                  | Srnić 22'        | Relatório |         | Público: 51 364 Árbitro: SCO Bobby Madden |

| Estrela V. | Colônia |

#### Grupo I
| Pos. | Equipe                 | Pts | J | V | E | D | GP | GC | SG |
| ---- | ---------------------- | --- | - | - | - | - | -- | -- | -- |
| 1    | Red Bull Salzburg      | 12  | 6 | 3 | 3 | 0 | 7  | 1  | 6  |
| 2    | Olympique de Marseille | 8   | 6 | 2 | 2 | 2 | 4  | 4  | 0  |
| 3    | Konyaspor              | 6   | 6 | 1 | 3 | 2 | 4  | 6  | –2 |
| 4    | Vitória de Guimarães   | 5   | 6 | 1 | 2 | 3 | 5  | 9  | –4 |

|                        | KON | MAR | SAL | VSC |
| ---------------------- | --- | --- | --- | --- |
| Konyaspor              |     | 1–1 | 0–2 | 2–1 |
| Olympique de Marseille | 1–0 |     | 0–0 | 2–1 |
| Red Bull Salzburg      | 0–0 | 1–0 |     | 3–0 |
| Vitória de Guimarães   | 1–1 | 1–0 | 1–1 |     |

| 14 de setembro de 2017 | Vitória de Guimarães | 1 – 1     | Red Bull Salzburg | Estádio D. Afonso Henriques, Guimarães      |
| 19:00                  | Pedrão 25'           | Relatório | V. Berisha 45'    | Público: 13 972 Árbitro: AZE Aliyar Aghayev |

| Vitória G. | RB Salzburg |

| 14 de setembro de 2017 | Olympique de Marseille | 1 – 0     | Konyaspor | Stade Vélodrome, Marselha                     |
| 19:00                  | Rami 48'               | Relatório |           | Público: 8 649 Árbitro: LTU Gediminas Mažeika |

| O. Marseille | Konyaspor |

| 28 de setembro de 2017 | Konyaspor                | 2 – 1     | Vitória de Guimarães | Büyükşehir Stadium, Cônia                       |
| 14:00                  | Araz 24' · Milošević 48' | Relatório | Hurtado 74'          | Público: 21 116 Árbitro: MKD Aleksandar Stavrev |

| Konyaspor | Vitória G. |

| 28 de setembro de 2017 | Red Bull Salzburg | 1 – 0     | Olympique de Marseille | Red Bull Arena, Salzburgo               |
| 14:00                  | Dabour 73'        | Relatório |                        | Público: 11 832 Árbitro: CRO Ivan Bebek |

| RB Salzburg | O. Marseille |

| 19 de outubro de 2017 | Olympique de Marseille        | 2 – 1     | Vitória de Guimarães | Stade Vélodrome, Marselha                       |
| 15:00                 | Lucas Ocampos 28' · Lopez 76' | Relatório | Martins 17'          | Público: 13 359 Árbitro: SWE Stefan Johannesson |

| O. Marseille | Vitória G. |

| 19 de outubro de 2017 | Konyaspor | 0 – 2     | Red Bull Salzburg           | Büyükşehir Stadium, Cônia                 |
| 15:00                 |           | Relatório | Gulbrandsen 5' · Dabbur 80' | Público: 23 354 Árbitro: ENG Craig Pawson |

| Konyaspor | RB Salzburg |

| 02 de novembro de 2017 | Vitória de Guimarães | 1 – 0     | Olympique de Marseille | Estádio D. Afonso Henriques, Guimarães    |
| 18:05                  | Hurtado 80'          | Relatório |                        | Público: 14 181 Árbitro: HUN Tamás Bognar |

| Vitória G. | O. Marseille |

| 02 de novembro de 2017 | Red Bull Salzburg | 0 – 0     | Konyaspor | Red Bull Arena, Salzburgo                   |
| 18:05                  |                   | Relatório |           | Público: 8 773 Árbitro: ITA Paolo Mazzoleni |

| RB Salzburg | Konyaspor |

| 23 de novembro de 2017 | Red Bull Salzburg                             | 3 – 0     | Vitória de Guimarães | Red Bull Arena, Salzburgo                 |
| 16:00                  | Dabour 26' · Ulmer 45+1' · Hwang Hee-chan 67' | Relatório |                      | Público: 6 474 Árbitro: SCO Andrew Dallas |

| RB Salzburg | Vitória G. |

| 23 de novembro de 2017 | Konyaspor        | 1 – 1     | Olympique de Marseille | Büyükşehir Stadium, Cônia                   |
| 16:00                  | Skubic 82' (pen) | Relatório | Moke 90+3' (g.c.)      | Público: 18 000 Árbitro: RUS Sergei Karasev |

| Konyaspor | O. Marseille |

| 07 de dezembro de 2017 | Vitória de Guimarães | 1 – 1     | Konyaspor    | Estádio D. Afonso Henriques, Guimarães     |
| 18:05                  | Ali Turan 77' (g.c.) | Relatório | Bourabia 15' | Público: 9 040 Árbitro: GER Daniel Siebert |

| Vitória G. | Konyaspor |

| 07 de dezembro de 2017 | Olympique de Marseille | 0 – 0     | Red Bull Salzburg | Stade Vélodrome, Marselha                     |
| 18:05                  |                        | Relatório |                   | Público: 23 865 Árbitro: BLR Aleksei Kulbakov |

| O. Marseille | RB Salzburg |

#### Grupo J
| Pos. | Equipe          | Pts | J | V | E | D | GP | GC | SG |
| ---- | --------------- | --- | - | - | - | - | -- | -- | -- |
| 1    | Athletic Bilbao | 11  | 6 | 3 | 2 | 1 | 8  | 5  | 3  |
| 2    | Östersunds      | 11  | 6 | 3 | 2 | 1 | 8  | 4  | 4  |
| 3    | Zorya Luhansk   | 6   | 6 | 2 | 0 | 4 | 3  | 9  | –6 |
| 4    | Hertha Berlim   | 5   | 6 | 1 | 2 | 3 | 6  | 7  | –1 |

|                 | ATH | HRT | OST | ZOR |
| --------------- | --- | --- | --- | --- |
| Athletic Bilbao |     | 3–2 | 1–0 | 0–1 |
| Hertha Berlim   | 0–0 |     | 1–1 | 2–0 |
| Östersunds      | 2–2 | 1–0 |     | 2–0 |
| Zorya Luhansk   | 0–2 | 2–1 | 0–2 |     |

| 14 de setembro de 2017 | Hertha Berlim | 0 – 0     | Athletic Bilbao | Estádio Olímpico de Berlim, Berlim         |
| 19:00                  |               | Relatório |                 | Público: 28 832 Árbitro: SVK Ivan Kružliak |

| Hertha Berlim | Athletic Bilbao |

| 14 de setembro de 2017 | Zorya Luhansk | 0 – 2     | Östersunds               | Arena Lviv, Lviv                             |
| 19:00                  |               | Relatório | Ghoddos 50' · Gero 90+4' | Público: 5 097 Árbitro: SUI Stephan Klossner |

| Zorya | Östersunds |

| 28 de setembro de 2017 | Östersunds      | 1 – 0     | Hertha Berlim | Jämtkraft Arena, Östersund             |
| 14:00                  | Nouri 22' (pen) | Relatório |               | Público: 8 009 Árbitro: ITA Luca Banti |

| Östersunds | Hertha Berlim |

| 28 de setembro de 2017 | Athletic Bilbao | 0 – 1     | Zorya Luhansk | Estádio de San Mamés, Bilbau               |
| 14:00                  |                 | Relatório | Kharatin 26'  | Público: 32 462 Árbitro: TUR Halis Özkahya |

| Athletic Bilbao | Zorya |

| 19 outubro de 2017 | Zorya Luhansk          | 2 – 1     | Hertha Berlim | Arena Lviv, Lviv                        |
| 15:00              | Silas 42' · Svatok 79' | Relatório | Selke 56'     | Público: 9 521 Árbitro: ISR Liran Liany |

| Zorya | Hertha Berlim |

| 19 outubro de 2017 | Östersunds             | 2 – 2     | Athletic Bilbao           | Jämtkraft Arena, Östersund                |
| 15:00              | Gero 52' · Edwards 64' | Relatório | Aduriz 14' · Williams 89' | Público: 7 870 Árbitro: ROU István Kovács |

| Östersunds | Athletic Bilbao |

| 02 de novembro de 2017 | Hertha Berlim  | 2 – 0     | Zorya Luhansk | Estádio Olímpico de Berlim, Berlim       |
| 18:05                  | Selke 16', 73' | Relatório |               | Público: 20 358 Árbitro: SCO John Beaton |

| Hertha Berlim | Zorya |

| 02 de novembro de 2017 | Athletic Bilbao | 1 – 0     | Östersunds | Estádio de San Mamés, Bilbau           |
| 18:05                  | Aduriz 70'      | Relatório |            | Público: 32 354 Árbitro: POL Pawel Gil |

| Athletic Bilbao | Östersunds |

| 23 de novembro de 2017 | Athletic Bilbao                            | 3 – 2     | Hertha Berlim          | Estádio de San Mamés, Bilbau                   |
| 16:00                  | Aduriz 35' (pen), 66' (pen) · Williams 82' | Relatório | Leckie 26' · Selke 36' | Público: 38 928 Árbitro: ITA Paolo Tagliavento |

| Athletic Bilbao | Hertha Berlim |

| 23 de novembro de 2017 | Östersunds                           | 2 – 0     | Zorya Luhansk | Jämtkraft Arena, Östersund             |
| 16:00                  | Hrechyshkin 40' (g.c.) · Ghoddos 77' | Relatório |               | Público: 7 754 Árbitro: NED Kevin Blom |

| Östersunds | Zorya |

| 07 de dezembro de 2017 | Hertha Berlim | 1 – 1     | Östersunds           | Estádio Olímpico de Berlim, Berlim         |
| 18:05                  | Pekarík 61'   | Relatório | Papagiannopoulos 58' | Público: 15 686 Árbitro: POR Tiago Martins |

| Hertha Berlim | Östersunds |

| 07 de dezembro de 2017 | Zorya Luhansk | 0 – 2     | Athletic Bilbao              | Arena Lviv, Lviv                         |
| 18:05                  |               | Relatório | Aduriz 70' · Raúl García 86' | Público: 8 428 Árbitro: FRA Ruddy Buquet |

| Zorya | Athletic Bilbao |

#### Grupo K
| Pos. | Equipe        | Pts | J | V | E | D | GP | GC | SG |
| ---- | ------------- | --- | - | - | - | - | -- | -- | -- |
| 1    | Lazio         | 13  | 6 | 4 | 1 | 1 | 12 | 7  | 5  |
| 2    | Nice          | 9   | 6 | 3 | 0 | 3 | 12 | 7  | 5  |
| 3    | Zulte Waregem | 7   | 6 | 2 | 1 | 3 | 8  | 13 | –5 |
| 4    | Vitesse       | 5   | 6 | 1 | 2 | 3 | 5  | 10 | –5 |

|               | LAZ | NIC | VIT | ZUL |
| ------------- | --- | --- | --- | --- |
| Lazio         |     | 1–0 | 1–1 | 2–0 |
| Nice          | 1–3 |     | 3–0 | 3–1 |
| Vitesse       | 2–3 | 1–0 |     | 0–2 |
| Zulte Waregem | 3–2 | 1–5 | 1–1 |     |

| 14 de setembro de 2017 | Vitesse                  | 2 – 3     | Lazio                                        | GelreDome, Arnhem                        |
| 19:00                  | Matavž 33' · Linssen 57' | Relatório | Marco Parolo 51' · Immobile 67' · Murgia 75' | Público: 19 867 Árbitro: ISR Liran Liany |

| Vitesse | Lazio |

| 14 de setembro de 2017 | Zulte Waregem  | 1 – 5     | Nice                                                          | Regenboogstadion, Waregem                 |
| 19:00                  | Leya Iseka 46' | Relatório | Pléa 16', 20' · Dante 28' · Saint-Maximin 69' · Balotelli 74' | Público: 9 072 Árbitro: TUR Ali Palabıyık |

| Zulte Waregem | Nice |

| 28 de setembro de 2017 | Nice                              | 3 – 0     | Vitesse | Allianz Riviera, Nice                      |
| 14:00                  | Pléa 16', 82' · Saint-Maximin 45' | Relatório |         | Público: 15 006 Árbitro: RUS Aleksei Eskov |

| Nice | Vitesse |

| 28 de setembro de 2017 | Lazio                      | 2 – 0     | Zulte Waregem | Estádio Olímpico de Roma, Roma           |
| 14:00                  | Caicedo 18' · Immobile 90' | Relatório |               | Público: 300 Árbitro: AUT Harald Lechner |

| Lazio | Zulte Waregem |

| 19 de outubro de 2017 | Zulte Waregem     | 1 – 1     | Vitesse   | Regenboogstadion, Waregem              |
| 15:00                 | Kashia 23' (g.c.) | Relatório | Bruns 27' | Público: 9 488 Árbitro: CRO Ivan Bebek |

| Zulte Waregem | Vitesse |

| 19 de outubro de 2017 | Nice         | 1 – 3     | Lazio                                  | Allianz Riviera, Nice                      |
| 15:00                 | Balotelli 4' | Relatório | Caicedo 5' · Milinković-Savić 65', 89' | Público: 21 386 Árbitro: SCO Craig Thomson |

| Nice | Lazio |

| 02 de novembro de 2017 | Vitesse | 0 – 2     | Zulte Waregem             | GelreDome, Arnhem                              |
| 18:05                  |         | Relatório | Dabo 3' (g.c.) · Kaya 70' | Público: 17 906 Árbitro: UKR Yevhen Aranovskiy |

| Vitesse | Zulte Waregem |

| 02 de novembro de 2017 | Lazio                    | 1 – 0     | Nice | Estádio Olímpico de Roma, Roma                 |
| 18:05                  | Le Marchand 90+2' (g.c.) | Relatório |      | Público: 21 327 Árbitro: ESP Jesús Gil Manzano |

| Lazio | Nice |

| 23 de novembro de 2017 | Lazio            | 1 – 1     | Vitesse     | Estádio Olímpico de Roma, Roma            |
| 16:00                  | Luis Alberto 42' | Relatório | Linssen 13' | Público: 8 226 Árbitro: TUR Ali Palabıyık |

| Lazio | Vitesse |

| 23 de novembro de 2017 | Nice                                 | 3 – 1     | Zulte Waregem  | Allianz Riviera, Nice                   |
| 16:00                  | Balotelli 5' (pen), 31' · Tameze 86' | Relatório | Hämäläinen 81' | Público: 20 274 Árbitro: ITA Luca Banti |

| Nice | Zulte Waregem |

| 07 de dezembro de 2017 | Vitesse        | 1 – 0     | Nice | GelreDome, Arnhem                           |
| 18:05                  | Castaignos 84' | Relatório |      | Público: 17 564 Árbitro: SUI Sandro Schärer |

| Vitesse | Nice |

| 07 de dezembro de 2017 | Zulte Waregem                            | 3 – 2     | Lazio                         | Regenboogstadion, Waregem                              |
| 18:05                  | De Pauw 6' · Heylen 60' · Leya Iseka 83' | Relatório | Caicedo 67' · Lucas Leiva 76' | Público: 8 845 Árbitro: GRE Charalambos Kalogeropoulos |

| Zulte Waregem | Lazio |

#### Grupo L
| Pos. | Equipe        | Pts | J | V | E | D | GP | GC | SG  |
| ---- | ------------- | --- | - | - | - | - | -- | -- | --- |
| 1    | Zenit         | 16  | 6 | 5 | 1 | 0 | 14 | 4  | 10  |
| 2    | Real Sociedad | 12  | 6 | 4 | 0 | 2 | 15 | 3  | 12  |
| 3    | Rosenborg     | 5   | 6 | 1 | 2 | 3 | 6  | 11 | –5  |
| 4    | Vardar        | 1   | 6 | 0 | 1 | 5 | 3  | 20 | –17 |

|               | RS  | ROS | VRD | ZEN |
| ------------- | --- | --- | --- | --- |
| Real Sociedad |     | 4–0 | 3–0 | 1–3 |
| Rosenborg     | 0–1 |     | 3–1 | 1-1 |
| Vardar        | 0–6 | 1–1 |     | 0–5 |
| Zenit         | 3–1 | 3–1 | 2–1 |     |

| 14 de setembro de 2017 | Real Sociedad                                  | 4 – 0     | Rosenborg | Estádio Anoeta, San Sebastián                |
| 19:00                  | Llorente 9', 77' · Zurutuza 10' · Skjelvik 41' | Relatório |           | Público: 21 479 Árbitro: ITA Paolo Mazzoleni |

| Real Sociedad | Rosenborg |

| 14 de setembro de 2017 | Vardar | 0 – 5     | Zenit                                                    | Estádio Felipe II da Macedônia, Escópia   |
| 19:00                  |        | Relatório | Kokorin 6', 21' · Dzyuba 39' · Ivanović 66' · Rigoni 89' | Público: 11 118 Árbitro: DEN Jakob Kehlet |

| Vardar | Zenit |

| 28 de setembro de 2017 | Zenit                        | 3 – 1     | Real Sociedad | Estádio Krestovsky, São Petersburgo         |
| 14:00                  | Rigoni 5' · Kokorin 24', 60' | Relatório | Llorente 41'  | Público: 50 487 Árbitro: ENG Andre Marriner |

| Zenit | Real Sociedad |

| 28 de setembro de 2017 | Rosenborg                                          | 3 – 1     | Vardar            | Lerkendal Stadion, Trondheim                |
| 14:00                  | Bendtner 25' (pen) · Konradsen 56' · Hedenstad 68' | Relatório | Juan Felipe 90+1' | Público: 16 038 Árbitro: BUL Georgi Kabakov |

| Rosenborg | Vardar |

| 19 de outubro de 2017 | Vardar | 0 – 6     | Real Sociedad                                                     | Estádio Felipe II da Macedônia, Escópia     |
| 15:00                 |        | Relatório | Oyarzabal 12' · Willian José 34', 42', 55', 59' · De la Bella 90' | Público: 20 368 Árbitro: AZE Aliyar Aghayev |

| Vardar | Real Sociedad |

| 19 de outubro de 2017 | Zenit               | 3 – 1     | Rosenborg   | Estádio Krestovsky, São Petersburgo         |
| 15:00                 | Rigoni 1', 68', 75' | Relatório | Helland 88' | Público: 46 211 Árbitro: GER Tobias Stieler |

| Zenit | Rosenborg |

| 02 de novembro de 2017 | Real Sociedad                               | 3 – 0     | Vardar | Estádio Anoeta, San Sebastián                    |
| 18:05                  | Juanmi 31' · De la Bella 69' · Bautista 81' | Relatório |        | Público: 17 242 Árbitro: AUT Robert Schörgenhofe |

| Real Sociedad | Vardar |

| 02 de novembro de 2017 | Rosenborg          | 1 – 1     | Zenit         | Lerkendal Stadion, Trondheim                  |
| 18:05                  | Bendtner 55' (pen) | Relatório | Kokorin 90+3' | Público: 18 597 Árbitro: NED Serdar Gözübüyük |

| Rosenborg | Zenit |

| 23 de novembro de 2017 | Rosenborg | 0 – 1     | Real Sociedad | Lerkendal Stadion, Trondheim                  |
| 16:00                  |           | Relatório | Oyarzabal 90' | Público: 18 307 Árbitro: POL Daniel Stefanski |

| Rosenborg | Real Sociedad |

| 23 de novembro de 2017 | Zenit                  | 2 – 1     | Vardar           | Estádio Krestovsky, São Petersburgo         |
| 16:00                  | Poloz 16' · Rigoni 43' | Relatório | Blazhevski 90+3' | Público: 38 196 Árbitro: BEL Bart Vertenten |

| Zenit | Vardar |

| 07 de dezembro de 2017 | Real Sociedad    | 1 – 3     | Zenit                                     | Estádio Anoeta, San Sebastián            |
| 18:05                  | Willian José 58' | Relatório | Yerokhin 35' · Ivanović 64' · Paredes 85' | Público: 20 609 Árbitro: ISR Liran Liany |

| Real Sociedad | Zenit |

| 07 de dezembro de 2017 | Vardar   | 1 – 1     | Rosenborg            | Estádio Felipe II da Macedônia, Escópia  |
| 18:05                  | Ytalo 9' | Relatório | Bendtner 45+2' (pen) | Público: 7 839 Árbitro: UKR Serhiy Boiko |

| Vardar | Rosenborg |